# Гадсон (Іллінойс)
Гадсон (англ. Hudson) — селище (англ. village) в США, в окрузі Маклейн штату Іллінойс. Населення — 1753 особи (2020).

## Географія
Гадсон розташований за координатами 40°36′19″ пн. ш. 88°59′20″ зх. д. / 40.60528° пн. ш. 88.98889° зх. д. (40.605229, -88.988958).  За даними Бюро перепису населення США в 2010 році селище мало площу 2,16 км², уся площа — суходіл. В 2017 році площа становила 2,28 км², уся площа — суходіл.

## Демографія
Згідно з переписом 2010 року, у селищі мешкало 1838 осіб у 630 домогосподарствах у складі 526 родин. Густота населення становила 853 особи/км².  Було 644 помешкання (299/км²).
Расовий склад населення:
| - 97,9 % — білих - 0,5 % — чорних або афроамериканців - 0,3 % — азіатів - 0,1 % — корінних американців |

До двох чи більше рас належало 0,7 %. Частка іспаномовних становила 2,3 % від усіх жителів.
За віковим діапазоном населення розподілялося таким чином: 30,6 % — особи молодші 18 років, 61,3 % — особи у віці 18—64 років, 8,1 % — особи у віці 65 років та старші. Медіана віку мешканця становила 36,3 року. На 100 осіб жіночої статі у селищі припадало 104,7 чоловіків;  на 100 жінок у віці від 18 років та старших — 100,5 чоловіків також старших 18 років.
Середній дохід на одне домашнє господарство  становив 89 191 долар США (медіана — 81 458), а середній дохід на одну сім'ю — 98 672 долари (медіана — 92 917). Медіана доходів становила 61 100 доларів для чоловіків та 41 838 доларів для жінок. За межею бідності перебувало 5,3 % осіб, у тому числі 6,6 % дітей у віці до 18 років та 8,8 % осіб у віці 65 років та старших.
Цивільне працевлаштоване населення становило 990 осіб. Основні галузі зайнятості: фінанси, страхування та нерухомість — 24,7 %, освіта, охорона здоров'я та соціальна допомога — 23,1 %, роздрібна торгівля — 14,8 %, будівництво — 7,3 %.